# Jean Baptiste de Taxis
Pour les articles homonymes, voir Jean-Baptiste de Taxis.
Jean-Baptiste (Ier) de Taxis (en italien Giovanni Baptista Tassis, en allemand Johann Baptista von Taxis), né vers 1470 à Cornello dei Tasso près de Bergame et décédé le 16 octobre 1541 à Ratisbonne, fut le neveu et successeur du maître des postes impériales, François de Taxis. Sa famille est anoblie en 1512.

## Biographie

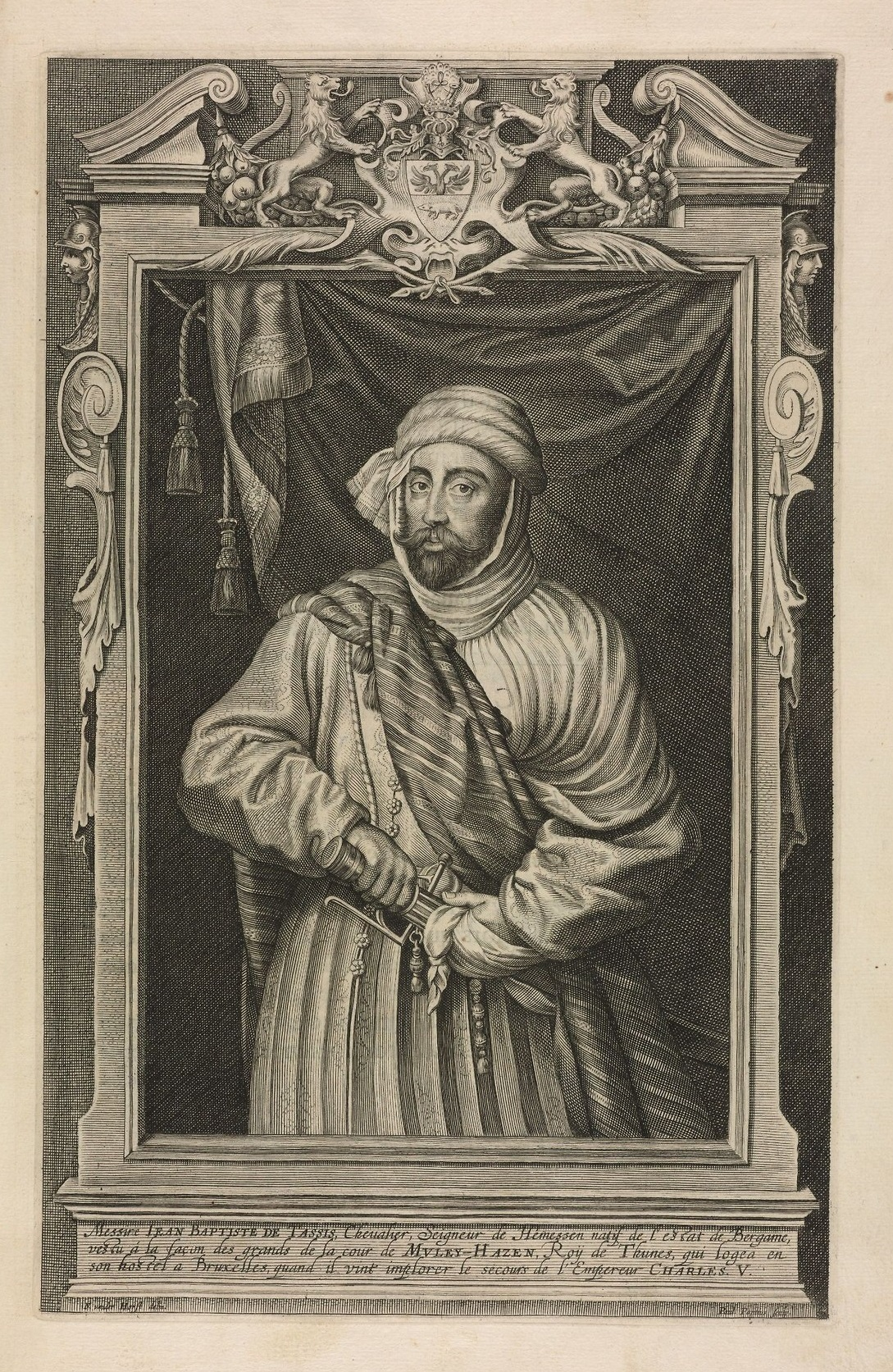
Jean-Baptiste (Ier) de Taxis (gravure de 1645)

Le patronyme Tasso, Tassi ou Tassis au pluriel, sera germanisé après l'anoblissement de la famille en 1512 par l'empereur Maximilien Ier : Taxis, avec le -ss italien remplacé en allemand et en français par un -x
,,, avec la particule von utilisée dans les pays germaniques et de en France.
En 1489, avec ses oncles François et Jeannetto de Tassis, Jean Baptiste de Tassis organise un système postal, la future Reichspost, dans le Saint-Empire romain germanique au nom de l'empereur Maximilien Ier.
En 1512, l'empereur Maximilien Ier anoblit la famille qui s'appellera désormais Taxis et contrôle la totalité de la poste européenne à l'exception notable de la France, ce qui n'a rien d'étonnant puisque Charles Quint, qui a hérité du Saint-Empire et de la couronne d'Espagne, est en guerre avec le roi de France, François Ier.
À la mort de François de Taxis survenue à la fin de l'année 1517, l'unique descendant du maître général des postes, Augustin de Taxis était entré dans les ordres. C'est pourquoi c'est son neveu Jean Baptiste qui lui succéda à la tête du service postal et qui sera nommé maître général des postes de l'empire de Charles Quint.
En 1520, Charles Quint confirme Jean Baptiste de Taxis « chief et maistre general de noz postes par tous noz royaumes, pays, et seigneuries ».

## Union et descendance
Jean Baptiste (Ier) de Taxis se maria avec Kristina van Wachtendonk, née en 1482, morte en 1561, qui est l'arrière-petite-fille de Willem van Wachtendonk, le bâtard de Renaud IV de Gueldre, comte de Juliers. Jean-Baptiste de Taxis eût 11 enfants avec elle. Il les plaça tous dans des fonctions clefs dans des villes stratégiques afin d'établir un maillage postal à travers toute l'Europe.
- Roger (1513-1593) fut docteur en droit civil et canonique et chancelier de l'université de Louvain.
- François II (1514-1543), fut maître général des postes à Bruxelles, mort sans descendance[7],[8] à 22 ans[9]
- Raymond (1515-1579), le père de Juan de Tassis y Acuña devint maître général des postes en Espagne.
- Léonard (1522-1612) est nommé maître général des postes par l'empereur Rodolphe II : la Reichspost est née, le siège administratif est fixé à Bruxelles. Léonard est par ailleurs nommé ministre des Postes des Pays-Bas espagnols.
- Jean-Baptiste II de Taxis (1530-1610) fut diplomate pour le roi Philippe III d'Espagne
- Adélaïde de Taxis († 1604), épouse de Jacques Maës, conseiller au Conseil du Brabant[10].
- Ursule de Taxis, religieuse[7]
- Alegre de Taxis, épouse de Juan Zapata, fils du seigneur de Barajas[7]
- Marie de Taxis, épouse de Daniel van den Berghe de Limminghe, conseiller au Conseil de Flandre[7]
- Reine de Taxis
- Marguerite de Taxis (†1596)[11], épouse de Charles Boisot, conseiller au Conseil d'État de l'Empereur[12]. Sa fille Marguerite Boisot-Tassis épousa Mateo de Urquina[13], secrétaire de Philippe III et des archiducs Alberto et Isabel.

Jean Baptiste de Taxis eut deux fils illégitimes avec Barbe de Walcher, qui furent légitimés par lettres patentes de l'empereur Charles V :
- Jean Antoine de Taxis († 1565), maître général des postes à Rome
- Antoine de Taxis († 1574), maître général des postes à Anvers[14].

## Arbre généalogique
|                                                                                            |                                                                                            |                                                                                            |                                                                                            |                                                                                            |                                                                                            |  |  |                                                                              |                                                                              |                                                                              |                                                                              |                                                                              |                                                                              |  |  |                                                                            |                                                                            |                                                                            |                                                                            |                                                                            |                                                                            |  |  |                                                                      |                                                                      |                                                                      |                                                                      |                                                                      |                                                                      |  |  |  |  |  |  |  |  |  |  |  |  |  |  |  |  |  |  |  |  |
|                                                                                            |                                                                                            |                                                                                            |                                                                                            |                                                                                            |                                                                                            |  |  |                                                                              |                                                                              |                                                                              |                                                                              |                                                                              |                                                                              |  |  |                                                                            |                                                                            |                                                                            |                                                                            |                                                                            |                                                                            |  |  |                                                                      |                                                                      |                                                                      |                                                                      |                                                                      |                                                                      |  |  |  |  |  |  |  |  |  |  |  |  |  |  |  |  |  |  |  |  |
|                                                                                            |                                                                                            |                                                                                            |                                                                                            |                                                                                            |                                                                                            |  |  |                                                                              |                                                                              |                                                                              |                                                                              |                                                                              |                                                                              |  |  |                                                                            |                                                                            |                                                                            |                                                                            |                                                                            |                                                                            |  |  |                                                                      |                                                                      |                                                                      |                                                                      |                                                                      |                                                                      |  |  |  |  |  |  |  |  |  |  |  |  |  |  |  |  |  |  |  |  |
|                                                                                            |                                                                                            |                                                                                            |                                                                                            |                                                                                            |                                                                                            |  |  | Ruggero de Tassis (?–1515)                                                   | Ruggero de Tassis (?–1515)                                                   | Ruggero de Tassis (?–1515)                                                   | Ruggero de Tassis (?–1515)                                                   | Ruggero de Tassis (?–1515)                                                   | Ruggero de Tassis (?–1515)                                                   |  |  | François de Tassis (1459–1517) Oberhofpostmeister (2) 1501–1517            | François de Tassis (1459–1517) Oberhofpostmeister (2) 1501–1517            | François de Tassis (1459–1517) Oberhofpostmeister (2) 1501–1517            | François de Tassis (1459–1517) Oberhofpostmeister (2) 1501–1517            | François de Tassis (1459–1517) Oberhofpostmeister (2) 1501–1517            | François de Tassis (1459–1517) Oberhofpostmeister (2) 1501–1517            |  |  | Jeannetto de Tassis (~1450–1517/18) Oberhofpostmeister (1) 1490–1501 | Jeannetto de Tassis (~1450–1517/18) Oberhofpostmeister (1) 1490–1501 | Jeannetto de Tassis (~1450–1517/18) Oberhofpostmeister (1) 1490–1501 | Jeannetto de Tassis (~1450–1517/18) Oberhofpostmeister (1) 1490–1501 | Jeannetto de Tassis (~1450–1517/18) Oberhofpostmeister (1) 1490–1501 | Jeannetto de Tassis (~1450–1517/18) Oberhofpostmeister (1) 1490–1501 |  |  |  |  |  |  |  |  |  |  |  |  |  |  |  |  |  |  |  |  |
|                                                                                            |                                                                                            |                                                                                            |                                                                                            |                                                                                            |                                                                                            |  |  | Ruggero de Tassis (?–1515)                                                   | Ruggero de Tassis (?–1515)                                                   | Ruggero de Tassis (?–1515)                                                   | Ruggero de Tassis (?–1515)                                                   | Ruggero de Tassis (?–1515)                                                   | Ruggero de Tassis (?–1515)                                                   |  |  | François de Tassis (1459–1517) Oberhofpostmeister (2) 1501–1517            | François de Tassis (1459–1517) Oberhofpostmeister (2) 1501–1517            | François de Tassis (1459–1517) Oberhofpostmeister (2) 1501–1517            | François de Tassis (1459–1517) Oberhofpostmeister (2) 1501–1517            | François de Tassis (1459–1517) Oberhofpostmeister (2) 1501–1517            | François de Tassis (1459–1517) Oberhofpostmeister (2) 1501–1517            |  |  | Jeannetto de Tassis (~1450–1517/18) Oberhofpostmeister (1) 1490–1501 | Jeannetto de Tassis (~1450–1517/18) Oberhofpostmeister (1) 1490–1501 | Jeannetto de Tassis (~1450–1517/18) Oberhofpostmeister (1) 1490–1501 | Jeannetto de Tassis (~1450–1517/18) Oberhofpostmeister (1) 1490–1501 | Jeannetto de Tassis (~1450–1517/18) Oberhofpostmeister (1) 1490–1501 | Jeannetto de Tassis (~1450–1517/18) Oberhofpostmeister (1) 1490–1501 |  |  |  |  |  |  |  |  |  |  |  |  |  |  |  |  |  |  |  |  |
|                                                                                            |                                                                                            |                                                                                            |                                                                                            |                                                                                            |                                                                                            |  |  |                                                                              |                                                                              |                                                                              |                                                                              |                                                                              |                                                                              |  |  |                                                                            |                                                                            |                                                                            |                                                                            |                                                                            |                                                                            |  |  |                                                                      |                                                                      |                                                                      |                                                                      |                                                                      |                                                                      |  |  |  |  |  |  |  |  |  |  |  |  |  |  |  |  |  |  |  |  |
| Maphe de Taxis (?–1535) Correo Mayor de Castilla 1517–1535                                 | Maphe de Taxis (?–1535) Correo Mayor de Castilla 1517–1535                                 | Maphe de Taxis (?–1535) Correo Mayor de Castilla 1517–1535                                 | Maphe de Taxis (?–1535) Correo Mayor de Castilla 1517–1535                                 | Maphe de Taxis (?–1535) Correo Mayor de Castilla 1517–1535                                 | Maphe de Taxis (?–1535) Correo Mayor de Castilla 1517–1535                                 |  |  | Jean Baptiste de Taxis (1470–1541) Oberhofpostmeister (3) 1517–1541          | Jean Baptiste de Taxis (1470–1541) Oberhofpostmeister (3) 1517–1541          | Jean Baptiste de Taxis (1470–1541) Oberhofpostmeister (3) 1517–1541          | Jean Baptiste de Taxis (1470–1541) Oberhofpostmeister (3) 1517–1541          | Jean Baptiste de Taxis (1470–1541) Oberhofpostmeister (3) 1517–1541          | Jean Baptiste de Taxis (1470–1541) Oberhofpostmeister (3) 1517–1541          |  |  | David de Taxis (?–1538)                                                    | David de Taxis (?–1538)                                                    | David de Taxis (?–1538)                                                    | David de Taxis (?–1538)                                                    | David de Taxis (?–1538)                                                    | David de Taxis (?–1538)                                                    |  |  | Simon de Taxis (?–1563)                                              | Simon de Taxis (?–1563)                                              | Simon de Taxis (?–1563)                                              | Simon de Taxis (?–1563)                                              | Simon de Taxis (?–1563)                                              | Simon de Taxis (?–1563)                                              |  |  |  |  |  |  |  |  |  |  |  |  |  |  |  |  |  |  |  |  |
| Maphe de Taxis (?–1535) Correo Mayor de Castilla 1517–1535                                 | Maphe de Taxis (?–1535) Correo Mayor de Castilla 1517–1535                                 | Maphe de Taxis (?–1535) Correo Mayor de Castilla 1517–1535                                 | Maphe de Taxis (?–1535) Correo Mayor de Castilla 1517–1535                                 | Maphe de Taxis (?–1535) Correo Mayor de Castilla 1517–1535                                 | Maphe de Taxis (?–1535) Correo Mayor de Castilla 1517–1535                                 |  |  | Jean Baptiste de Taxis (1470–1541) Oberhofpostmeister (3) 1517–1541          | Jean Baptiste de Taxis (1470–1541) Oberhofpostmeister (3) 1517–1541          | Jean Baptiste de Taxis (1470–1541) Oberhofpostmeister (3) 1517–1541          | Jean Baptiste de Taxis (1470–1541) Oberhofpostmeister (3) 1517–1541          | Jean Baptiste de Taxis (1470–1541) Oberhofpostmeister (3) 1517–1541          | Jean Baptiste de Taxis (1470–1541) Oberhofpostmeister (3) 1517–1541          |  |  | David de Taxis (?–1538)                                                    | David de Taxis (?–1538)                                                    | David de Taxis (?–1538)                                                    | David de Taxis (?–1538)                                                    | David de Taxis (?–1538)                                                    | David de Taxis (?–1538)                                                    |  |  | Simon de Taxis (?–1563)                                              | Simon de Taxis (?–1563)                                              | Simon de Taxis (?–1563)                                              | Simon de Taxis (?–1563)                                              | Simon de Taxis (?–1563)                                              | Simon de Taxis (?–1563)                                              |  |  |  |  |  |  |  |  |  |  |  |  |  |  |  |  |  |  |  |  |
|                                                                                            |                                                                                            |                                                                                            |                                                                                            |                                                                                            |                                                                                            |  |  |                                                                              |                                                                              |                                                                              |                                                                              |                                                                              |                                                                              |  |  |                                                                            |                                                                            |                                                                            |                                                                            |                                                                            |                                                                            |  |  |                                                                      |                                                                      |                                                                      |                                                                      |                                                                      |                                                                      |  |  |  |  |  |  |  |  |  |  |  |  |  |  |  |  |  |  |  |  |
| Raymond de Taxis (1515–1579) Correo mayor de España 1535–1579                              | Raymond de Taxis (1515–1579) Correo mayor de España 1535–1579                              | Raymond de Taxis (1515–1579) Correo mayor de España 1535–1579                              | Raymond de Taxis (1515–1579) Correo mayor de España 1535–1579                              | Raymond de Taxis (1515–1579) Correo mayor de España 1535–1579                              | Raymond de Taxis (1515–1579) Correo mayor de España 1535–1579                              |  |  | François II de Taxis (de,it,nl) (1514–1543) Oberhofpostmeister (4) 1541–1543 | François II de Taxis (de,it,nl) (1514–1543) Oberhofpostmeister (4) 1541–1543 | François II de Taxis (de,it,nl) (1514–1543) Oberhofpostmeister (4) 1541–1543 | François II de Taxis (de,it,nl) (1514–1543) Oberhofpostmeister (4) 1541–1543 | François II de Taxis (de,it,nl) (1514–1543) Oberhofpostmeister (4) 1541–1543 | François II de Taxis (de,it,nl) (1514–1543) Oberhofpostmeister (4) 1541–1543 |  |  | Léonard I de Taxis (de,it,nl) (1522–1612) Oberhofpostmeister (5) 1544–1612 | Léonard I de Taxis (de,it,nl) (1522–1612) Oberhofpostmeister (5) 1544–1612 | Léonard I de Taxis (de,it,nl) (1522–1612) Oberhofpostmeister (5) 1544–1612 | Léonard I de Taxis (de,it,nl) (1522–1612) Oberhofpostmeister (5) 1544–1612 | Léonard I de Taxis (de,it,nl) (1522–1612) Oberhofpostmeister (5) 1544–1612 | Léonard I de Taxis (de,it,nl) (1522–1612) Oberhofpostmeister (5) 1544–1612 |  |  |                                                                      |                                                                      |                                                                      |                                                                      |                                                                      |                                                                      |  |  |  |  |  |  |  |  |  |  |  |  |  |  |  |  |  |  |  |  |
| Raymond de Taxis (1515–1579) Correo mayor de España 1535–1579                              | Raymond de Taxis (1515–1579) Correo mayor de España 1535–1579                              | Raymond de Taxis (1515–1579) Correo mayor de España 1535–1579                              | Raymond de Taxis (1515–1579) Correo mayor de España 1535–1579                              | Raymond de Taxis (1515–1579) Correo mayor de España 1535–1579                              | Raymond de Taxis (1515–1579) Correo mayor de España 1535–1579                              |  |  | François II de Taxis (de,it,nl) (1514–1543) Oberhofpostmeister (4) 1541–1543 | François II de Taxis (de,it,nl) (1514–1543) Oberhofpostmeister (4) 1541–1543 | François II de Taxis (de,it,nl) (1514–1543) Oberhofpostmeister (4) 1541–1543 | François II de Taxis (de,it,nl) (1514–1543) Oberhofpostmeister (4) 1541–1543 | François II de Taxis (de,it,nl) (1514–1543) Oberhofpostmeister (4) 1541–1543 | François II de Taxis (de,it,nl) (1514–1543) Oberhofpostmeister (4) 1541–1543 |  |  | Léonard I de Taxis (de,it,nl) (1522–1612) Oberhofpostmeister (5) 1544–1612 | Léonard I de Taxis (de,it,nl) (1522–1612) Oberhofpostmeister (5) 1544–1612 | Léonard I de Taxis (de,it,nl) (1522–1612) Oberhofpostmeister (5) 1544–1612 | Léonard I de Taxis (de,it,nl) (1522–1612) Oberhofpostmeister (5) 1544–1612 | Léonard I de Taxis (de,it,nl) (1522–1612) Oberhofpostmeister (5) 1544–1612 | Léonard I de Taxis (de,it,nl) (1522–1612) Oberhofpostmeister (5) 1544–1612 |  |  |                                                                      |                                                                      |                                                                      |                                                                      |                                                                      |                                                                      |  |  |  |  |  |  |  |  |  |  |  |  |  |  |  |  |  |  |  |  |
| Juan de Tassis y Acuña 1er comte de Villamediana (?–1607) Correo mayor de España 1579–1607 | Juan de Tassis y Acuña 1er comte de Villamediana (?–1607) Correo mayor de España 1579–1607 | Juan de Tassis y Acuña 1er comte de Villamediana (?–1607) Correo mayor de España 1579–1607 | Juan de Tassis y Acuña 1er comte de Villamediana (?–1607) Correo mayor de España 1579–1607 | Juan de Tassis y Acuña 1er comte de Villamediana (?–1607) Correo mayor de España 1579–1607 | Juan de Tassis y Acuña 1er comte de Villamediana (?–1607) Correo mayor de España 1579–1607 |  |  |                                                                              |                                                                              |                                                                              |                                                                              |                                                                              |                                                                              |  |  | Lamoral de Taxis (de,en,it) (1557–1624) Oberhofpostmeister (6) 1612–1624   | Lamoral de Taxis (de,en,it) (1557–1624) Oberhofpostmeister (6) 1612–1624   | Lamoral de Taxis (de,en,it) (1557–1624) Oberhofpostmeister (6) 1612–1624   | Lamoral de Taxis (de,en,it) (1557–1624) Oberhofpostmeister (6) 1612–1624   | Lamoral de Taxis (de,en,it) (1557–1624) Oberhofpostmeister (6) 1612–1624   | Lamoral de Taxis (de,en,it) (1557–1624) Oberhofpostmeister (6) 1612–1624   |  |  |                                                                      |                                                                      |                                                                      |                                                                      |                                                                      |                                                                      |  |  |  |  |  |  |  |  |  |  |  |  |  |  |  |  |  |  |  |  |
| Juan de Tassis y Acuña 1er comte de Villamediana (?–1607) Correo mayor de España 1579–1607 | Juan de Tassis y Acuña 1er comte de Villamediana (?–1607) Correo mayor de España 1579–1607 | Juan de Tassis y Acuña 1er comte de Villamediana (?–1607) Correo mayor de España 1579–1607 | Juan de Tassis y Acuña 1er comte de Villamediana (?–1607) Correo mayor de España 1579–1607 | Juan de Tassis y Acuña 1er comte de Villamediana (?–1607) Correo mayor de España 1579–1607 | Juan de Tassis y Acuña 1er comte de Villamediana (?–1607) Correo mayor de España 1579–1607 |  |  |                                                                              |                                                                              |                                                                              |                                                                              |                                                                              |                                                                              |  |  | Lamoral de Taxis (de,en,it) (1557–1624) Oberhofpostmeister (6) 1612–1624   | Lamoral de Taxis (de,en,it) (1557–1624) Oberhofpostmeister (6) 1612–1624   | Lamoral de Taxis (de,en,it) (1557–1624) Oberhofpostmeister (6) 1612–1624   | Lamoral de Taxis (de,en,it) (1557–1624) Oberhofpostmeister (6) 1612–1624   | Lamoral de Taxis (de,en,it) (1557–1624) Oberhofpostmeister (6) 1612–1624   | Lamoral de Taxis (de,en,it) (1557–1624) Oberhofpostmeister (6) 1612–1624   |  |  |                                                                      |                                                                      |                                                                      |                                                                      |                                                                      |                                                                      |  |  |  |  |  |  |  |  |  |  |  |  |  |  |  |  |  |  |  |  |
| Juan de Tassis y Peralta (1581–1622) Correo mayor de España 1607–1622                      | Juan de Tassis y Peralta (1581–1622) Correo mayor de España 1607–1622                      | Juan de Tassis y Peralta (1581–1622) Correo mayor de España 1607–1622                      | Juan de Tassis y Peralta (1581–1622) Correo mayor de España 1607–1622                      | Juan de Tassis y Peralta (1581–1622) Correo mayor de España 1607–1622                      | Juan de Tassis y Peralta (1581–1622) Correo mayor de España 1607–1622                      |  |  |                                                                              |                                                                              |                                                                              |                                                                              |                                                                              |                                                                              |  |  | Léonard II de Taxis (de,it) (1594–1628) Oberhofpostmeister (7) 1624–1628   | Léonard II de Taxis (de,it) (1594–1628) Oberhofpostmeister (7) 1624–1628   | Léonard II de Taxis (de,it) (1594–1628) Oberhofpostmeister (7) 1624–1628   | Léonard II de Taxis (de,it) (1594–1628) Oberhofpostmeister (7) 1624–1628   | Léonard II de Taxis (de,it) (1594–1628) Oberhofpostmeister (7) 1624–1628   | Léonard II de Taxis (de,it) (1594–1628) Oberhofpostmeister (7) 1624–1628   |  |  |                                                                      |                                                                      |                                                                      |                                                                      |                                                                      |                                                                      |  |  |  |  |  |  |  |  |  |  |  |  |  |  |  |  |  |  |  |  |

## Héritage
Jean Baptiste de Taxis est un des personnages du dessin animé Il était une fois... les Explorateurs  : Les Tassis, maîtres des postes.

## Sources
1. ↑  Encyclopédie ou dictionnaire raisonné des sciences, des arts et des métiers de Denis Diderot page 116
2. ↑  Plusieurs variantes du nom ont coexisté : Tasso, Tassi, Tassus, Tassis, Tasis, Thassis, Tässis, Tarsis, Targis, Taxil, Taxus, Taxius, Taxis, Täxis, Taxys, Tazis, Tarzis, et Tazzys
3. ↑  Dei Tassi di Valle Brembana
4. ↑  Premier livre des procurateurs de la nation germanique de l'ancienne Université d'Orléans: 1444-1546 (1971) page 213
5. ↑  Notamment Bruxelles, Paris, Rome, Naples, Lyon, Innsbruck, etc
6. ↑  Villamediana as Correo mayor in the Kingdom of Naples par Otis H. Green (1947)
7. 1 2 3 4  Généalogie de la famille de Coloma de Joseph Felix Antoine François de Azevedo Coutinho y Bernal
8. ↑  Empereur, diète d’Empire et poste (1490-1615) de Wolfgang Behringer
9. ↑  Notice historique et généalogique sur les seigneurs de Braine-le-Château et ... de Corneille Stroobant page 187
10. ↑  Dictionnaire Généalogique, Héraldique, Chronologique Et Historique ..., Volume 5 de François-Alexandre Aubert de La Chesnaye Des Bois
11. ↑  Notice historique et généalogique sur les seigneurs de Braine-le-Château et ... de Corneille Stroobant page 191
12. ↑  Dietsche Warande (1889) page 691
13. ↑  La compénétration hispano-belge aux Pays-Bas catholiques pendant le XVIIe siècle de J. Lefèvre (1937) page 608
14. ↑  Mémoire historique et généalogique sur la très-ancienne noble maison de Kerckhove de P.E. De Borcht page 90
15. ↑  Il était une fois... les Explorateurs : Les Tassis, maître des postes